# Liste der Bodendenkmäler in Beilngries
Auf dieser Seite sind die Bodendenkmäler in der oberbayerischen Stadt Beilngries zusammengestellt. Diese Tabelle ist eine Teilliste der Liste der Bodendenkmäler in Bayern. Grundlage ist die Bayerische Denkmalliste, die auf Basis des Bayerischen Denkmalschutzgesetzes vom 1. Oktober 1973 erstmals erstellt wurde und seither durch das Bayerische Landesamt für Denkmalpflege geführt wird. Die folgenden Angaben ersetzen nicht die rechtsverbindliche Auskunft der Denkmalschutzbehörde.

## Bodendenkmäler der Gemeinde Beilngries

### Amtmannsdorf
| Lage                    | Objekt                                                                                               | Akten-Nr.     | Bild |
| ----------------------- | --- | ------------- | ---- |
| Amtmannsdorf (Standort) | Grabhügel der Bronzezeit und Hallstattzeit.                                                          | D-1-6935-0002 |      |
| Amtmannsdorf (Standort) | Grabhügel vorgeschichtlicher Zeitstellung.                                                           | D-1-6935-0004 |      |
| Amtmannsdorf (Standort) | Grabhügel vorgeschichtlicher Zeitstellung.                                                           | D-1-6935-0005 |      |
| Amtmannsdorf (Standort) | Grabhügel vorgeschichtlicher Zeitstellung.                                                           | D-1-7035-0091 |      |
| Amtmannsdorf (Standort) | Mittelalterliche und frühneuzeitliche Befunde im Bereich der Katholischen Filialkirche St. Nikolaus. | D-1-7035-0092 |      |

### Arnbuch
| Lage               | Objekt                                                                                             | Akten-Nr.     | Bild |
| ------------------ | -------------------------------------------------------------------------------------------------- | ------------- | ---- |
| Arnbuch (Standort) | Siedlung vorgeschichtlicher Zeitstellung.                                                          | D-1-7035-0093 |      |
| Arnbuch (Standort) | Siedlung vorgeschichtlicher Zeitstellung.                                                          | D-1-7035-0094 |      |
| Arnbuch (Standort) | Abschnitt der kurbayerischen Landesdefensionslinie von 1702/1703.                                  | D-1-7035-0095 |      |
| Arnbuch (Standort) | Mittelalterliche und frühneuzeitliche Befunde im Bereich der Katholischen Filialkirche St. Rupert. | D-1-7035-0097 |      |

### Aschbuch
| Lage                | Objekt                                                                                               | Akten-Nr.     | Bild |
| ------------------- | --- | ------------- | ---- |
| Aschbuch (Standort) | Höhlenstation des Spätpaläolithikums, des Mittelneolithikums, der Bronzezeit und Urnenfelderzeit.    | D-1-7034-0202 |      |
| Aschbuch (Standort) | Mittelalterliche und frühneuzeitliche Befunde im Bereich der Katholischen Filialkirche St. Aegidius. | D-1-7034-0204 |      |
| Aschbuch (Standort) | Grabhügel vorgeschichtlicher Zeitstellung.                                                           | D-1-7035-0099 |      |
| Aschbuch (Standort) | Mittelalterliche und frühneuzeitliche Befunde im Bereich der Katholischen Pfarrkirche St. Blasius.   | D-1-7035-0100 |      |

### Beilngries
| Lage                  | Objekt | Akten-Nr.     | Bild |
| --------------------- | --- | ------------- | ---- |
| Beilngries (Standort) | Siedlung des späten Mittelalters und frühneuzeitliche Befunde im Bereich des ehemaligen Franziskanerklosters. | D-1-6934-0041 |      |
| Beilngries (Standort) | Mittelalterliche und frühneuzeitliche Altstadt von Beilngries. | D-1-6934-0043 |      |
| Beilngries (Standort) | Brandopferplatz vor- und frühgeschichtlicher Zeitstellung | D-1-6934-0108 |      |
| Beilngries (Standort) | Gräberfeld der Bronzezeit und der Hallstattzeit, Siedlung des Neolithikums. | D-1-6934-0109 |      |
| Beilngries (Standort) | Siedlung des Neolithikums, der Urnenfelderzeit und der Hallstattzeit, Gräberfeld der Urnenfelderzeit, Grabhügelfeld der Hallstattzeit und Gräber der Frühlatènezeit.                                                    | D-1-6934-0110 |      |
| Beilngries (Standort) | Gräberfeld vor- und frühgeschichtlicher Zeitstellung. | D-1-6934-0111 |      |
| Beilngries (Standort) | Siedlung oder Gräber vor- und frühgeschichtlicher Zeitstellung. | D-1-6934-0112 |      |
| Beilngries (Standort) | Gräberfeld der Bronzezeit und der Hallstattzeit. | D-1-6934-0113 |      |
| Beilngries (Standort) | Freilandstation des Mesolithikums, Siedlung der Urnenfelderzeit und der frühen und der späten Latènezeit sowie Grabhügel der Bronzezeit und der Hallstattzeit.                                                          | D-1-6934-0114 |      |
| Beilngries (Standort) | Gräberfeld er frühen Bronzezeit und Grabhügel der Hallstattzeit. | D-1-6934-0116 |      |
| Beilngries (Standort) | Gräberfeld der Hallstattzeit. | D-1-6934-0117 |      |
| Beilngries (Standort) | Siedlung des frühen bis hohen Mittelalters. | D-1-6934-0137 |      |
| Beilngries (Standort) | Siedlung vorgeschichtlicher Zeitstellung. | D-1-6934-0143 |      |
| Beilngries (Standort) | Gräberfeld vorgeschichtlicher Zeitstellung. | D-1-6934-0144 |      |
| Beilngries (Standort) | Siedlung vorgeschichtlicher Zeitstellung. | D-1-6934-0148 |      |
| Beilngries (Standort) | Siedlung vorgeschichtlicher und mittelalterlicher Zeitstellung. | D-1-6934-0149 |      |
| Beilngries (Standort) | Grabhügel vorgeschichtlicher Zeitstellung. | D-1-6934-0150 |      |
| Beilngries (Standort) | Siedlung der Hallstattzeit und der Latènezeit. | D-1-6934-0153 |      |
| Beilngries (Standort) | Gräberfeld der Bronzezeit. | D-1-6934-0155 |      |
| Beilngries (Standort) | Gräberfeld des frühen Mittelalters. | D-1-6934-0156 |      |
| Beilngries (Standort) | Siedlung und Handwerksplatz der mittleren Bronzezeit. | D-1-6934-0160 |      |
| Beilngries (Standort) | Siedlung der frühen Bronzezeit, der Urnenfelderzeit, der Hallstattzeit, der späten Latènezeit und des späten Mittelalters, Gräber der Hallstattzeit.                                                                    | D-1-6934-0161 |      |
| Beilngries (Standort) | Spätmittelalterliche und frühneuzeitliche Stadtbefestigung von Beilngries. | D-1-6934-0162 |      |
| Beilngries (Standort) | Mittelalterliche und frühneuzeitliche Befunde im Bereich der Katholischen Gottesackerkirche St. Lucia (Bühlkirche), Körpergräber des frühen Mittelalters.                                                               | D-1-6934-0163 |      |
| Beilngries (Standort) | Mittelalterliche und frühneuzeitliche Befunde im Bereich der Vorgängerbauten der Katholischen Pfarrkirche St. Walburga.                                                                                                 | D-1-6934-0164 |      |
| Beilngries (Standort) | Grabhügel vorgeschichtlicher Zeitstellung. | D-1-6934-0171 |      |
| Beilngries (Standort) | Siedlung der Urnenfelderzeit und der Hallstattzeit. | D-1-6935-0001 |      |
| Beilngries (Standort) | Wirtschaftsgrenze des Mittelalters oder der Neuzeit. | D-1-6935-0015 |      |
| Beilngries (Standort) | Siedlung der Urnenfelderzeit, der Hallstatt- und der Latènezeit, germanische Siedlung der Römischen Kaiserzeit, Siedlung des Mittelalters und der frühen Neuzeit, Gräberfeld der späten Bronzezeit bis Urnenfelderzeit. | D-1-6935-0029 |      |
| Beilngries (Standort) | Gräberfeld der Urnenfelderzeit, der Hallstattzeit, Gräber der Latènezeit, Siedlung der Urnenfelderzeit und der Hallstattzeit.                                                                                           | D-1-6935-0030 |      |

### Biberbach
| Lage                 | Objekt | Akten-Nr.     | Bild |
| -------------------- | --- | ------------- | ---- |
| Biberbach (Standort) | Grabhügel der Bronzezeit. | D-1-6934-0063 |      |
| Biberbach (Standort) | Grabhügel vorgeschichtlicher Zeitstellung. | D-1-6934-0064 |      |
| Biberbach (Standort) | Grabhügel vorgeschichtlicher Zeitstellung. | D-1-6934-0065 |      |
| Biberbach (Standort) | Gräberfeld der Hallstattzeit. | D-1-6934-0066 |      |
| Biberbach (Standort) | Grabhügel vorgeschichtlicher Zeitstellung. | D-1-6934-0067 |      |
| Biberbach (Standort) | Freilandstation des Mesolithikums, Siedlung des Neolithikums, der frühen und der späten Bronzezeit, der Urnenfelderzeit, der Hallstattzeit und der Latènezeit. | D-1-6934-0068 |      |
| Biberbach (Standort) | Siedlung der Urnenfelderzeit, der Hallstattzeit und der späten Latènezeit.                                                                                     | D-1-6934-0069 |      |
| Biberbach (Standort) | Siedlung der Hallstattzeit. | D-1-6934-0070 |      |
| Biberbach (Standort) | Siedlung der Hallstattzeit. | D-1-6934-0071 |      |
| Biberbach (Standort) | Siedlung der Urnenfelderzeit und allgemein der Metallzeiten, Körpergrab unbekannter Zeitstellung.                                                              | D-1-6934-0072 |      |
| Biberbach (Standort) | Siedlung der Urnenfelderzeit und der Latènezeit. | D-1-6934-0073 |      |
| Biberbach (Standort) | Siedlung der Metallzeiten. | D-1-6934-0074 |      |
| Biberbach (Standort) | Siedlung der Urnenfelderzeit und der Hallstattzeit. | D-1-6934-0075 |      |
| Biberbach (Standort) | Siedlung der Latènezeit. | D-1-6934-0076 |      |
| Biberbach (Standort) | Spätmittelalterliche und frühneuzeitliche Befunde im Bereich der Katholischen Filialkirche St. Michael.                                                        | D-1-6934-0078 |      |
| Biberbach (Standort) | Grabhügel vorgeschichtlicher Zeitstellung. | D-1-6934-0166 |      |

### Eglofsdorf
| Lage                  | Objekt                                                                                         | Akten-Nr.     | Bild |
| --------------------- | ---------------------------------------------------------------------------------------------- | ------------- | ---- |
| Eglofsdorf (Standort) | Mittelalterliche und neuzeitliche Befunde im Bereich der Katholischen Filialkirche St. Martin. | D-1-7035-0101 |      |

### Haunstetten
| Lage                   | Objekt                                         | Akten-Nr.     | Bild |
| ---------------------- | ---------------------------------------------- | ------------- | ---- |
| Haunstetten (Standort) | Wasserleitung mit Zisterne der frühen Neuzeit. | D-1-6934-0011 |      |

### Hirschberg
| Lage                  | Objekt | Akten-Nr.     | Bild |
| --------------------- | --- | ------------- | ---- |
| Hirschberg (Standort) | Siedlung vorgeschichtlicher Zeitstellung.                                                                                       | D-1-6934-0080 |      |
| Hirschberg (Standort) | Mittelalterliche und frühneuzeitliche Befunde im Bereich von Schloss Hirschberg, Höhensiedlung vorgeschichtlicher Zeitstellung. | D-1-6934-0082 |      |

### Irfersdorf
| Lage                  | Objekt                                                                                                | Akten-Nr.     | Bild |
| --------------------- | --- | ------------- | ---- |
| Irfersdorf (Standort) | Grabhügel vorgeschichtlicher Zeitstellung.                                                            | D-1-6934-0083 |      |
| Irfersdorf (Standort) | Grabhügel der Bronzezeit und der Hallstattzeit.                                                       | D-1-6934-0084 |      |
| Irfersdorf (Standort) | Grabhügel vorgeschichtlicher Zeitstellung.                                                            | D-1-6934-0085 |      |
| Irfersdorf (Standort) | Grabhügel vorgeschichtlicher Zeitstellung.                                                            | D-1-6934-0086 |      |
| Irfersdorf (Standort) | Grabhügel vorgeschichtlicher Zeitstellung.                                                            | D-1-6934-0088 |      |
| Irfersdorf (Standort) | Grabhügel vorgeschichtlicher Zeitstellung.                                                            | D-1-6934-0089 |      |
| Irfersdorf (Standort) | Grabhügel vorgeschichtlicher Zeitstellung.                                                            | D-1-6934-0090 |      |
| Irfersdorf (Standort) | Grabhügel vorgeschichtlicher Zeitstellung.                                                            | D-1-6934-0091 |      |
| Irfersdorf (Standort) | Handwerksplatz des Mittelalters.                                                                      | D-1-6934-0096 |      |
| Irfersdorf (Standort) | Einfriedung einer Wasserstelle des Mittelalters.                                                      | D-1-6934-0097 |      |
| Irfersdorf (Standort) | Mittelalterliche und frühneuzeitliche Befunde im Bereich der Katholischen Pfarrkirche St. Margaretha. | D-1-7034-0207 |      |

### Kevenhüll
| Lage                 | Objekt                                                                                                   | Akten-Nr.     | Bild           |
| -------------------- | --- | ------------- | -------------- |
| Kevenhüll (Standort) | Grabhügel vorgeschichtlicher Zeitstellung.                                                               | D-1-6934-0098 |                |
| Kevenhüll (Standort) | Siedlung des Neolithikums und der Urnenfelderzeit, Grabenwerk vor- und frühgeschichtlicher Zeitstellung. | D-1-6934-0100 |                |
| Kevenhüll (Standort) | Ludwig-Donau-Main-Kanal Erdbauten des Ludwig-Donau-Main-Kanals (1836–45).                                | D-1-6934-0168 | weitere Bilder |
| Kevenhüll (Standort) | Siedlung des Mittelneolithikums und der Urnenfelderzeit.                                                 | D-1-6934-0169 |                |
| Kevenhüll (Standort) | Grabhügel vorgeschichtlicher Zeitstellung.                                                               | D-1-6935-0009 |                |
| Kevenhüll (Standort) | Verhüttungsplatz der Latènezeit.                                                                         | D-1-6935-0010 |                |
| Kevenhüll (Standort) | Mittelalterliche und frühneuzeitliche Befunde im Bereich der Katholischen Pfarrkirche St. Ulrich.        | D-1-6935-0011 |                |
| Kevenhüll (Standort) | Siedlung des Mittelneolithikums und der Metallzeiten.                                                    | D-1-6935-0037 |                |

### Kirchanhausen
| Lage                     | Objekt                                     | Akten-Nr.     | Bild |
| ------------------------ | ------------------------------------------ | ------------- | ---- |
| Kirchanhausen (Standort) | Grabhügel vorgeschichtlicher Zeitstellung. | D-1-6934-0005 |      |

### Kottingwörth
| Lage                    | Objekt                                                                                              | Akten-Nr.     | Bild |
| ----------------------- | --------------------------------------------------------------------------------------------------- | ------------- | ---- |
| Kottingwörth (Standort) | Gräberfeld vor- oder frühgeschichtlicher Zeitstellung.                                              | D-1-6935-0013 |      |
| Kottingwörth (Standort) | Abschnittsbefestigung vor- und frühgeschichtlicher Zeitstellung.                                    | D-1-6935-0014 |      |
| Kottingwörth (Standort) | Mittelalterlicher Burgstall.                                                                        | D-1-6935-0016 |      |
| Kottingwörth (Standort) | Mittelalterliche und frühneuzeitliche Befunde im Bereich der Katholischen Filialkirche St. Michael. | D-1-6935-0017 |      |
| Kottingwörth (Standort) | Mittelalterliche und frühneuzeitliche Befunde im Bereich der Katholischen Pfarrkirche St. Vitus.    | D-1-6935-0018 |      |
| Kottingwörth (Standort) | Siedlung der Bronzezeit, Urnenfelder-, Hallstatt- und Latènezeit, Gräber der Frühlatènezeit.        | D-1-6935-0038 |      |

### Litterzhofen
| Lage                    | Objekt                                                                                               | Akten-Nr.     | Bild |
| ----------------------- | --- | ------------- | ---- |
| Litterzhofen (Standort) | Grabhügel vorgeschichtlicher Zeitstellung.                                                           | D-1-6934-0101 |      |
| Litterzhofen (Standort) | Grabhügel vorgeschichtlicher Zeitstellung.                                                           | D-1-6934-0102 |      |
| Litterzhofen (Standort) | Mittelalterliche und frühneuzeitliche Befunde im Bereich der Katholischen Filialkirche St. Wolfgang. | D-1-6934-0103 |      |

### Paulushofen
| Lage                   | Objekt | Akten-Nr.     | Bild |
| ---------------------- | --- | ------------- | ---- |
| Paulushofen (Standort) | Grabhügel der Bronzezeit und der Hallstattzeit.                                                            | D-1-6934-0104 |      |
| Paulushofen (Standort) | Grabhügel der Bronzezeit und Hallstattzeit.                                                                | D-1-6935-0019 |      |
| Paulushofen (Standort) | Grabhügel der Bronzezeit und Hallstattzeit.                                                                | D-1-6935-0020 |      |
| Paulushofen (Standort) | Grabhügel vorgeschichtlicher Zeitstellung.                                                                 | D-1-6935-0021 |      |
| Paulushofen (Standort) | Grabhügel vorgeschichtlicher Zeitstellung.                                                                 | D-1-6935-0023 |      |
| Paulushofen (Standort) | Siedlung vor- und frühgeschichtlicher Zeitstellung.                                                        | D-1-6935-0025 |      |
| Paulushofen (Standort) | Mittelalterliche und frühneuzeitliche Befunde im Bereich der Katholischen Pfarrkirche St. Pauli Bekehrung. | D-1-6935-0026 |      |

### Wiesenhofen
| Lage                   | Objekt | Akten-Nr.     | Bild |
| ---------------------- | --- | ------------- | ---- |
| Wiesenhofen (Standort) | Mittelalterliche und frühneuzeitliche Befunde im Bereich der Katholischen Filialkirche Mariä Heimsuchung. | D-1-6934-0107 |      |

### Wolfsbuch
| Lage                 | Objekt                                                                                             | Akten-Nr.     | Bild |
| -------------------- | -------------------------------------------------------------------------------------------------- | ------------- | ---- |
| Wolfsbuch (Standort) | Handwerksplatz mittelalterlich-neuzeitlicher Zeitstellung.                                         | D-1-7035-0105 |      |
| Wolfsbuch (Standort) | Mittelalterliche und frühneuzeitliche Befunde im Bereich der Katholischen Pfarrkirche St. Andreas. | D-1-7035-0106 |      |

### Bodendenkmäler ohne Lokation
| Lage       | Objekt                                                                              | Akten-Nr.     | Bild |
| ---------- | ----------------------------------------------------------------------------------- | ------------- | ---- |
| (Standort) | Siedlung der Urnenfelderzeit und der Hallstattzeit.                                 | D-1-6934-0172 |      |
| (Standort) | Mittelalterliche und frühneuzeitliche Befunde im Bereich der Kath. Kirche St. Maria | D-1-6934-0177 |      |
| (Standort) | Gräberfeld der Urnenfelderzeit, der Hallstattzeit und der Latènezeit.               | D-1-6934-0178 |      |
| (Standort) | Siedlung der frühen Bronzezeit, Reihengräberfeld des frühen Mittelalters.           | D-1-6934-0179 |      |

## Ehemalige Bodendenkmäler in Beilngries
| Lage                 | Objekt                                                            | Akten-Nr.     | Bild |
| -------------------- | ----------------------------------------------------------------- | ------------- | ---- |
| Wolfsbuch (Standort) | Abschnitt der Kurbayerischen Landesdefensionslinie von 1702/1703. | D-1-7035-0103 |      |